# Plazma (fizika)
 Ovo je glavno značenje pojma Plazma (fizika). Za sastavni dio krvi pogledajte Krvna plazma.
Plazma (engl. plasma, prema grč. πλάσμα: oblikovanje, tvorba) je djelomično ili potpuno ionizirana tvar koja nastaje kod visokih temperatura. Uobičajeno je da se zbog različitih svojstava u odnosu na krutine, tekućine i plinove smatra posebnim agregatnim stanjem tvari. Ionizirani plin ima barem po jedan elektron odvojen od dijela svojih atoma ili molekula. Zbog slobodnih nabijenih čestica (iona i elektrona) plazma je dobar vodič električne struje i snažno reagira na električno i magnetsko polje.
Svaki plin je ioniziran, barem u malom stupnju, ali ne možemo svaki ionizirani plin nazvati plazmom. Za plazmu se kaže da je kvazineutralan plin sastavljen od neutralnih i nabijenih čestica. Kvazineutralan plin znači da je makroskopski gledano neutralan, ali su njegovi dijelovi električki nabijeni. Kao i plin, plazma nema određen oblik ili volumen, osim ako se zatvori u posudu, a pod utjecajem magnetskog polja plazma može poprimiti vlaknastu strukturu.
Prvi je na znanstveni način plazmu opisao engleski fizičar sir William Crookes 1879., nazvavši je materijom koja zrači, to jest četvrtim stanjem materije. U Crookesovim cijevima su nastajale katodne zrake koje je kasnije prepoznao engleski fizičar Joseph John Thomson i nazvao ih plazma. Taj je izraz 1928. upotrijebio i američki kemičar Irving Langmuir, možda zato što su ga elektroni, ioni i neutralne čestice podsjetile na crvena i bijela krvna zrnca u krvnoj plazmi.

## Povijest
Godine 1800. H. Davy u Engleskoj i Vasilij Vladimirovič Petrov u Rusiji opazili su električno izbijanje u zraku kada se dva komada ugljena, spojena na polove baterije, dovedu blizu i zatim razmaknu (električni luk). M. Faraday je (1831.) ispitivao izbijanje u plinovima pri niskome tlaku i ustanovio niz svijetlih i tamnih područja, te tako zapravo prvi proučavao tada nepoznato stanje tvari – plazmu. Plin u cijevi s paralelnim elektrodama pokazuje, pri dovoljno visoku naponu na elektrodama, izbijanje praćeno svjetlosnim pojavama, takozvano tinjajuće izbijanje. Plazma zauzima ono područje cijevi u kojem nastupa tinjajuće izbijanje i koje sadržava vrlo velik i jednak broj pozitivnih iona i slobodnih elektrona, pa je ukupno električki neutralno. Kako je sastavljena od jednakoga broja električki pozitivnih i negativnih čestica, plazma pokazuje niz svojstava koja se ne susreću kod običnih plinova. Ako su linearne dimenzije plazme veće od udaljenosti na kojoj djeluju sile među česticama, plazma djeluje prema vanjskim silama kao jedinstveno tijelo, a ne kao skup čestica. U tom smislu plazma sliči fluidu i zato se često naziva i četvrtim agregatnim stanjem. Makroskopska obilježja plazme, u kojima se odrazuju kolektivna svojstva plazme kao fluida (električna provodnost, rasprostiranje valova, stabilnost prema poremećajima i tako dalje), proučava magnetohidrodinamika. Ionizacijska ravnoteža plazme uspostavlja se složenim međudjelovanjem elementarnih procesa koji se zbivaju u plazmi, a u jednostavnim slučajevima ovisi samo o temperaturi (Meghnad Saha). Ovisnost specifičnoga toplinskoga kapaciteta o temperaturi plazme razlikuje se od one za preostala agregatna stanja i pokazuje niz maksimuma koji odgovaraju pojavi jednostruke, dvostruke i višestrukih ionizacija. Sam naziv plazma uveo je 1923. I. Langmuir u svojim istraživanjima ioniziranih plinova.
Začetci proučavanja međudjelovanja magnetskih polja i ioniziranih plinova mogu se naći već kod M. Faradaya i A. Ampèrea, a pravi zamah potaknula su otkrića novih Sunčevih i geofizičkih pojava (na primjer plazmeni sloj Zemljine magnetosfere). Za objašnjenje pojava u plazmi švedski fizičar H. O. G. Alfven uveo je 1942. pojam magnetohidrodinamičkih valova, za što je dobio Nobelovu nagradu za fiziku 1970. Oba pristupa, izboj plinova i magnetohidrodinamika, spojeni su u kinetičkoj teoriji plazme. U 1950-im godinama istraživanje plazme dodatno je bilo potaknuto svemirskim istraživanjima, spoznajom važnosti magnetskog polja u astrofizici, te radom na termonuklearnim izvorima energije. U posljednjem se susreće problem nestabilnosti plazme, koji otežava oslobađanje energije fuzije. Učinak samokompresije plazmene cijevi s jakom strujom (takozvani učinak štipaljke, engl. pinch effect), vrlo je važan za stvaranje i održavanje visokotemperaturne plazme. Na njem se temelje toroidalne naprave za očuvanje plazme. Uz njih su u uporabi i linearne naprave (takozvane magnetske boce) te naprave koje za ionizaciju upotrebljavaju laser velike snage ili se za čuvanje plazme koriste supravodljivim magnetima (tokamak).

## Plazma oko nas
Plazma je najrasprostranjeniji oblik vidljive materije u svemiru. Na Zemlji ima vrlo malo plazme, ali je zato 99% tvari u svemiru plazma. 

### Umjetno dobivena plazma
- Plazma TV i ostali plazma ekrani
- Fluorescentna cijev, neonska cijev
- Ionski pogon i ispušni plinovi na raketama
- Donji dio svemirskih letjelica koji se naziva toplinski štit postaje plazma za vrijeme povratka u Zemljinu atmosferu
- Unutar koronalnog pražnjenja kod generatora ozona
- Kod istraživanja i laboratorijskih pokusa dobivanja energije nuklearne fuzije
- Električni luk kod zavarivanja, elektrolučnih svjetiljki ili rezanja plazmom
- Plazma kugla
- Električni luk dobiven Teslinim transformatorom
- Plazma se stvara kod uređaja za proizvodnju poluprovodnika kao reaktivno elektronsko graviranje, nanošenje tankih filmova materijala, čišćenje površina plazmom
- Laserski dobivena plazma na ozračenom djeliću materijala, npr. rezanje laserom
- Induktivno vezana plazma, dobivena obično u plinu argonu za optičku emisiju spektroskopije ili masene spektrometrije
- Magnetski inducirana plazma, dobivena obično mikrovalovima kao metoda rezonantnog vezivanja

### Plazma na Zemlji
- Munja
- Kugličasta munja
- Vatra svetog Ilije (vatra svetog Nikole)
- Crveni vilenjak, plavi mlaz i patuljak (munje iz gornje atmosfere)
- Ionosfera
- Velika većina plamena (vatra)

### Plazma u Svemiru
- Sunce i ostale zvijezde (plazme grijane nuklearnom fuzijom)
- Sunčev vjetar
- Međuplanetarni materijal (prostor između planeta)
- Međuzvjezdani materijal (prostor između zvijezda)
- Međugalaktički materijal (prostor između galaksija)
- Magnetski cijevni tok između Jupitera i mjeseca Ilja
- Akrecijski disk
- Međuzvjezdane maglice

## Svojstva plazme i parametri

### Definicija plazme
Plazma se može opisati kao električki neutralno stanje materijala, s jednakim brojem negativnih i pozitivnih električki nabijenih čestica. Važno je napomenuti da iako su čestice nevezane, one nisu slobodne. Kada se električki nabijene čestice kreću, one stvaraju električnu struju i magnetsko polje, i kao rezultat, međusobno djeluju s drugim električnim i magnetskim poljima. Zato električki nabijene čestice imaju kolektivna svojstva, te se plazma može definirati s 3 mjerila:
- Usklađenost plazme: električki nabijene čestice trebaju biti dovoljno blizu da bi mogle međusobno djelovati, a to se definira s Debyevom duljinom, a to je doseg električnog polja nekog naboja u plazmi.
- Kolektivna svojstva: Debyeva duljina je puno manja od fizičke veličine plazme. To znači da su međudjelovanja unutar Debyeve duljine puno važnija nego na rubovima, pa se kaže da je plazma kvazineutralna (ima jednak broj pozitivnih i negativnih električki nabijenih čestica)
- Titranje plazme: Langmuirovi valovi trebaju biti puno veći od učestalosti sudaranja čestica. Ako je to zadovoljeno, onda elektrostatičko djelovanje prevladava nad procesima obične kinetike plinova

### Područje parametara plazme
Parametri plazme mogu biti u vrlo širokom rasponu, što se može vidjeti iz sljedeće tablice:
|                                   | Tipična područja parametara plazme                            | Tipična područja parametara plazme                             |
| Karakteristike                    | Plazme na Zemlji                                              | Svemirske plazme                                               |
| --------------------------------- | ------------------------------------------------------------- | -------------------------------------------------------------- |
| Veličina u metrima                | 10−6 m (laboratorijske plazme) do 102 m (munje)               | 10−6 m (toplinska zaštita) do 1025 m (maglica)                 |
| Trajanje u sekundama              | 10−12 s (laserska plazma) do 107 s (fluorescentne svjetiljke) | 101 s (Sunčeve baklje) do 1017 s (međugalaktička plazma)       |
| Gustoća čestice po kubičnom metru | 107 m−3 do 1032 m−3 (unutarnja ograničena plazma)             | 1 m−3 (međugalaktička plazma) do 1030 m−3 (zvjezdane jezgre)   |
| Temperatura u Kelvinima           | ~0 K (kristalna plazma) do 108 K (magnetska fuzijska plazma)  | 102 K (polarna svjetlost) to 107 K (Sunčeva jezgra)            |
| Magnetska polja u Tesla           | 10−4 T (laboratorijske plazme) to 103 T (impulsne plazme)     | 10−12 T (međugalaktičkaplazma) to 1011 T (neutronske zvijezde) |

### Stupanj ionizacije
Da bi plazma nastala, potrebna je ionizacija. Pod pojmom gustoća plazme obično se misli na gustoću elektrona, ili broj slobodnih iona po jedinici volumena. Stupanj ionizacije plazme je broj atoma koji su izgubili elektrone, a obično ovisi o temperaturi. Čak i djelomično ionizirani plin, recimo s 1 % ioniziranih atoma može imati svojstva plazme (odgovor na vanjsko magnetsko polje i električna provodljivost). Stupanj ionizacije se definira kao {\textstyle \alpha ={\frac {n_{i}}{n_{i}+n_{a}}}} gdje je ni – gustoća iona i na – gustoća neutralnih atoma. 

### Temperature
Temperatura plazme se mjeri u Kelvinima ili elektronvoltima, i obično je mjera kinetičke energije čestica. Veoma visoke temperature su neophodne da se održi ionizacija, što je glavni uvjet za postanak plazme. 
Na osnovi relativnih temperatura elektrona, iona i neutralnih atoma, plazme se mogu razlikovati kao termičke i netermičke. Termičke plazme imaju elektrone i ione otprilike na istoj temperaturi – oni su u toplinskoj ravnoteži. Netermičke plazme, s druge strane, imaju elektrone s visokom temperaturom, a ione i neutralne čestice s niskom temperaturom (sobna temperature). 
Plazme se mogu podijeliti na hladne i tople plazme. Tople plazme su skoro potpuno ionizirane, dok hladne plazme imaju samo mali dio ioniziran, recimo 1 %. Ali treba napomenuti da i kod hladne plazme elektroni imaju temperature od nekoliko tisuća °C. Umjetno stvorene plazme ili "tehnološke plazme" su uglavnom hladne plazme. 

### Električni potencijal
Budući da je plazma jako dobar provodnik, električni potencijal igra veoma važnu ulogu. Prosječni potencijal koji postoji između električki nabijenih čestica naziva se potencijal plazme. Ako elektrode stavimo unutar plazme, potencijal plazme se znatno smanjuje. Električno polje u plazmi je dosta malo, zbog visoke provodljivosti. Veličina električnog potencijala može se odrediti u ovisnosti od gustoće električnog naboja, s Boltzmannovim odnosom:
{\displaystyle n_{e}\propto e^{\frac {e\Phi }{k_{B}T_{e}}}}
A na osnovu toga se može definirati i jačina električnog polja:
{\displaystyle {\vec {E}}=(k_{B}T_{e}/e)(\nabla n_{e}/n_{e})}
Moguće je i stvoriti plazmu koja nije kvazineutralna, kao na primjer elektronske zrake, koje imaju samo negativan naboj. U tom slučaju gustoća mora biti jako mala, inače bi nastanak plazme spriječila elektrostatička sila (Coulombov zakon).

### Magnetizacija
Plazma u kojoj je magnetsko polje dovoljno jako, da utječe na kretanje električno nabijenih čestica, se naziva magnetizirana plazma. Često je slučaj da su elektroni magnetizirani, a ioni nisu. Magnetizirana plazma je anizotropna, što znači da svojstva u smjeru paralelnom s magnetskim poljem, su drukčija nego u okomitom smjeru.

### Usporedba između plazme i plina
Iako je plazma slična plinu, ima i dosta razlika, kao što su:
| Svojstvo                 | Plin | Plazma |
| Električna provodljivost | Jako mala Zrak je izvrstan izolator, sve dok ne dođe do električnog proboja plazme s električnim poljem iznad 30 kilovolti po centimetru.              | Obično vrlo visoka Za mnoge namjene, provodljivost plazme se može smatrati beskonačnom |
| Vrsta čestica            | Jedna Sve čestice u plinu se ponašaju na sličan način, na njih djeluje gravitacija i sudaranje između njih                                             | Dvije ili tri Elektroni, ioni, protoni i neutroni se mogu razlikovati po predznaku i veličini električnog naboja, tako da se često ponašaju neovisno jedne od drugih, s različitim kolektivnim brzinama i temperaturama, omogućujući pojave kao što su različite vrste valova i nestabilnosti. |
| Raspored brzina          | Maxwell-Boltzmannova raspodjela Sudari često vode do Maxwell-Boltzmannove raspodjele brzina svih čestica, s vrlo malo čestica koje imaju veliku brzinu | Često ne Maxwell-Boltzmannova raspodjela Sudari su često vrlo rijetki kod tople plazme i vanjske sile mogu djelovati na plazmu daleko od ravnoteže, tako da može nastati velik broj čestica s izuzetno velikom brzinom                                                                         |
| Međudjelovanja           | Dvojno Pravilo je sudar dvije čestice, a sudar tri čestice je izuzetno rijetko                                                                         | Kolektivno Valovi, ili organizirano kretanje plazme, je jako važno, jer čestice mogu međusobno djelovati u velikom rasponu, kroz električne i magnetske sile |

## Složenost plazme
Iako su matematičke jednadžbe koje opisuju plazmu uglavnom jednostavne, njeno ponašanje je izuzetno različito i osjetljivo; nastanak neočekivanog ponašanja iz jednostavnog slučaja je normalna stvar za plazmu. Takav sistem je negdje između uređenog i neuređenog sistema, tako da se ne mogu opisati s elegantnim matematičkim funkcijama, ili s kakvom statističkom slučajnosti. Značajke su dosta interesantne, ponekad vrlo oštre, prostorno isprekidane i imaju oblik fraktala. Neke od njih su sljedeće:

### Oblik pramenova
Oblici kao pramenovi ili vrpce se često vidi kod različitih plazmi, kao što su plazma kugla, polarna svjetlost, munje, električni luk, Sunčeva baklja i ostatci supernova. Ponekad su povezane s velikim gustoćama električne struje, kao i s međudjelovanjem s magnetskim poljem kad mogu stvoriti strukturu kao magnetsko uže. 

### Udarni ili dvostruki sloj
Svojstva plazme se dosta mijenjaju, unutar nekoliko Debyevih duljina, stvarajući dvostruki ili udarni sloj. On uključuje odvojeni električni naboj, što stvara veliki električni potencijal unutar tog sloja, ali ne stvara električno polje izvan sloja. To se često vidi kod plazmi koje prenose električnu struju. Taj sloj ubrzava i elektrone i ione. 

### Električni krugovi i polja
Kvazineutralnost plazme zahtijeva da struja plazme bude zatvorena u strujni krug. To dovodi do Kirchhoffovih zakona električnih krugova, pa imamo i električni otpor, kao i električni induktivitet. Postoje je i veze između takvih električnih krugova, ali oni često vode do složenog ponašanja. Ti električni krugovi mogu spremiti velike količine magnetske energije, i kada su ometani izvana, dovode do velikih zagrijavanja i ubrzanja, što se može vidjeti u Sunčevoj koroni. 

### Stanične strukture
Često dolazi do odvojenih područja s različitim svojstvima, kao što je magnetizacija, gustoća i temperatura, stvarajući staničnu strukturu plazme. Može se vidjeti kod magnetosfere i heliosfere.

## Umjetno dobivene plazme
Većina umjetno dobivenih plazmi se stvaraju primjenom električnog ili magnetskog polja. Plazme ovisno o laboratorijskoj ili industrijskoj primjeni se mogu podijeliti prema:
- Izvor napajanja za plazmu: istosmjerna struja, radio valovi i mikrovalno zračenje
- Radni tlak; vakuumski tlak (< 1 Pa), umjeren tlak (~ 100 Pa) i atmosferski tlak (100 kPa)
- Stupanj ionizacije plazme; potpuno ionizirana (topla plazma), djelomično ionizirana (hladna plazma), slabo ionizirana plazma
- Odnos temperature u plazmi: termička (elektroni i ioni otprilike na istoj temperature), netermička plazma
- Raspored elektroda za stvaranje plazme
- Magnetizacija čestica unutar plazme; magnetizirana (ioni i elektroni uhvaćeni u magnetsko polje), djelomično magnetizirana (elektroni uhvaćeni u magnetsko polje, ali ne ioni), nemagnetizirana plazma (magnetsko polje preslabo, djeluje samo Lorentzova sila)
- Prema primjeni

### Stvaranje umjetno dobivene plazme
Iako postoji nekoliko načina za stvaranje plazme, ipak je zajedničko to da ulazna energija je mora stvoriti i održavati. Plazma se stvara primjenom električne struje duž dielektričnog plina ili fluida (električni izolator), kao na slici gdje vidimo tinjalicu priključenu na istosmjernu struju (zbog jednostavnosti). 
Električni potencijal i odgovarajuće električno polje uzrokuju privlačenje elektrona prema anodi, dok jezgru atoma privlači katoda. Kako napon raste, električna struja stvara naprezanje u atomima, sve do dielektrične granice, kada se pojavljuje iskra i plin postaje ioniziran i pretvara se u vodič. Tada dolazi do lavine ionizacije, kada sudar elektrona i neutralnog atoma, stvara nove elektrone i ione. Već nakon dvadesetak sudara, broj električki nabijenih čestica se povećava na milijune, jer je put sudaranja vrlo kratak.
Ako je jačina struje i ionizacija dovoljna, stvara se žareći električni luk (u stvari munja) između elektroda. Električni otpor uzduž električnog luka stvara toplinu, koja ionizira preostale plinske molekule, pa plin postaje plazma. Plazma je u toplinskoj ravnoteži, što znači da se toplina ravnomjerno raspoređuje na elektrone, ione i neutralne čestice, zato što elektroni zbog svoje velike brzine i velikog broja, brzo prenose energiju na ostale čestice.

### Primjeri industrijskih plazmi
Zbog njenog širokog područja temperatura i gustoća, plazmu možemo naći u mnogim područjima tehnologije i industrije. Možemo je naći u metalurgiji, nanošenju toplinskih premaza, graviranje u mikroelektronici, rezanje plazmom, zavarivanje, smanjivanje emisije štetnih plinova kod automobila, fluorescentnim svjetiljkama, kao i nadzvučnim motorima s vanjskim izgaranjem za avionsku industriju. 

#### Vakuumska pražnjenja
- Plazme sa žarnim pražnjenjem: netermička plazma stvorena primjenom istosmjerne struje ili niskofrekventnih radio valova (<100 kHz), s razmakom između dvije metalne elektrode. Najčešća vrsta plazme, kao kod fluorescentnih svjetiljki[17]
- Kapacitativno vezana plazma (engl. capacitively coupled plasma – CCP): slično kao plazme sa žarnim pražnjenjem, ali stvorena primjenom visokofrekventnih električnih polja, obično 13.56 MHz. Razlikuju se od plazmi sa žarnim pražnjenjem po slabijim oblogama. Znatno se primjenjuju u proizvodnji integriranih krugova, za graviranje plazmom i polaganje kemijskih para plazmom.[18]
- Induktivno vezana plazma (engl. inductively coupled plasma – ICP): slično kao kapacitativno vezana plazma i sa sličnim primjenama; razlika je što su elektrode omotane oko prostora gdje se vrši pražnjenje, pa se plazma pobuđuje induktivno.

- Radiofrekventna plazma: slično kao CCP i ICP, pobuđuje se radio valovima (ili mikro valovima), na elektrostatski i elektromagnetski način. Primjeri su spiralno pražnjenje, elektron-ciklotron rezonancija (ECR) i ion-ciklotron rezonancija (ICR). Ovaj tip koristi koaksijalno magnetsko polje za širenje radio valova.

#### Atmosferski tlak
- Električni luk: to je toplinsko pražnjenje visoke snage i velikih temperatura (~10,000 K). Koristi razne izvore napajanja. Koristi se u raznim metalurškim procesima. Na primjer, koristi se za topljenje stijena, koje sadrže Al2O3 za dobivanje aluminija.
- Koronalno pražnjenje: to je netermičko pražnjenje stvoreno primjenom visokih napona na oštri vrh elektrode. Koristi se za stvaranje ozona i taloženje čestica.
- Pražnjenje izolatorske pregrade (engl. dielectric barrier discharge – DBD): to je netermičko pražnjenje stvoreno primjenom visokog napona duž malog razmaka, gdje izolirajući premaz sprječava stvaranje električnog luka. Ima slične primjene kao koronalno pražnjenje. Koristi se i u proizvodnji tkanina za nanošenje boja, ljepila i sličnih materijala, koje tkanina upija.[19]
- Kapacitativno pražnjenje: to je netermičko pražnjenje primjenom visokofrekventnih električnih polja, obično 13.56 MHz na jednu elektrodu, dok je druga uzemljena i s razmakom od 1 cm. Ovo pražnjenje se obično stabilizira primjenom plemenitih plinova, helija ili argona.[20]

## Vanjske poveznice
- "Što je plazma?", Filozofski fakultet Rijeka  Arhivirana inačica izvorne stranice od 17. rujna 2011. (Wayback Machine)